# 30 Korpus Armijny (ZSRR)

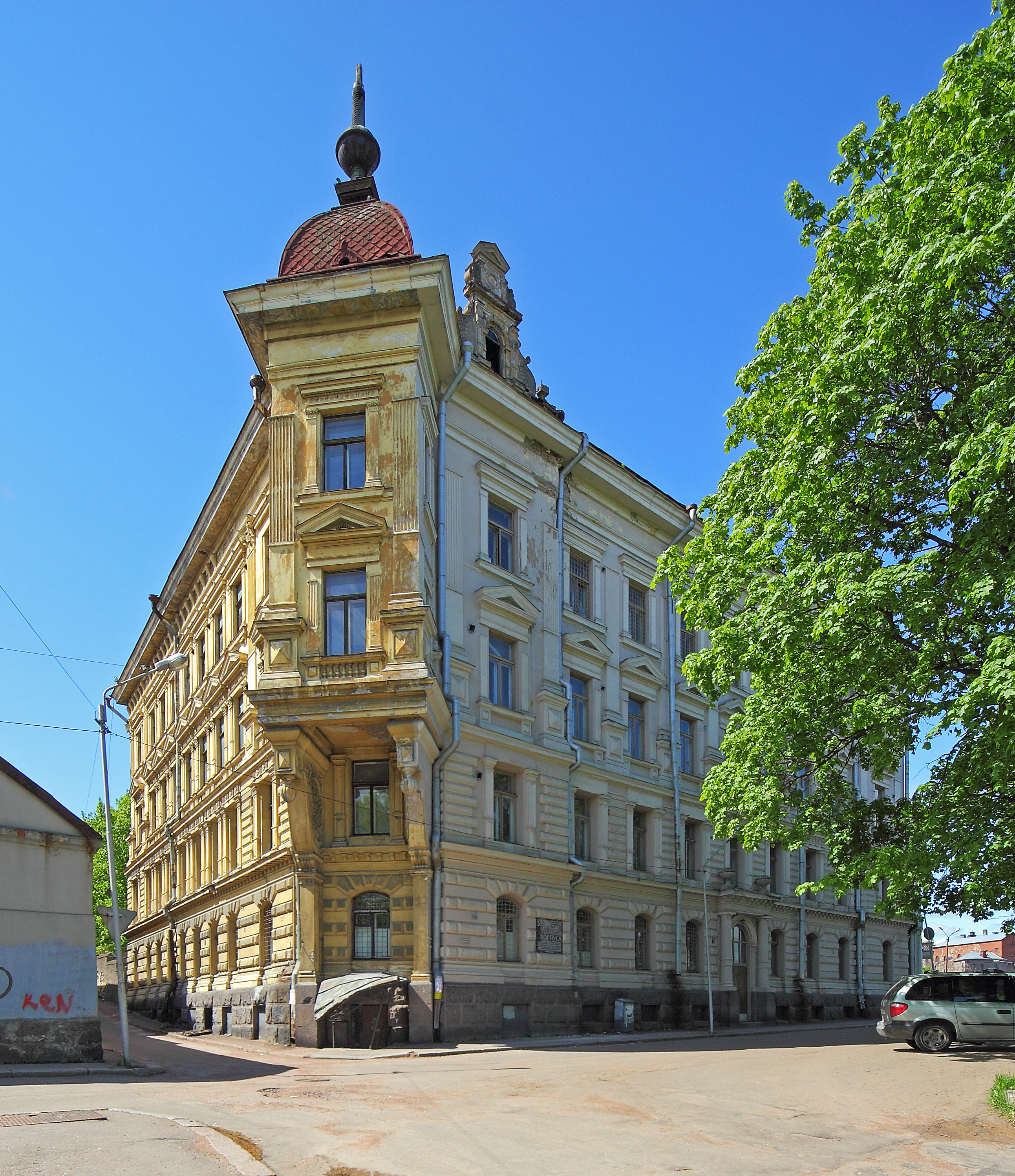
Siedziba dowództwa 30 KA

30 Gwardyjski Leningradzki Korpus Armijny odznaczony Orderem Czerwonego Sztandaru (ros. 30-й гвардейский стрелковый Ленинградский Краснознамённый корпус) – wyższy związek taktyczny Armii Radzieckiej z okresu zimnej wojny.

## Struktura organizacyjna
W 1989
- dowództwo
- 45 Dywizja Zmechanizowana[a]
- 64 Dywizja Zmechanizowana[b]
- 146 Dywizja Zmechanizowana[c]
- 462 Brygada Artylerii
- 54 Brygada Zaopatrzenia
- 8 pułk artylerii
- 807 pułk artylerii rakietowej
- 970 pułk artylerii przeciwpancernej
- 1451 pułk rozpoznania artyleryjskiego